# بدر الدين الأهدل
بدر الدين الأهدل هو بدر الدين الحسين بن الصدّيق بن الحسين (779 هـ - 855 هـ) ابن عبد الرحمن بن الأهدل اليمنيّ.
ولد في ربيع الثاني من سنة 805 هـ (خريف 1402م) في أبيات حسين (اليمن) ونشأ فيها وفي نواحيها. درس الفقه والنحو في بلده على «أبي بكر بن قعيص» و«أبي القاسم بن عمر بن مطير» وغيرهما. دخل زبيد سنة 868 ه‍ ودرس الفقه على «عمر الفتى» وغيره كما درس الأدب على «ابن الزين الشرجيّ». في سنة 872 ه‍ (1468م) حجّ وجاور ثمّ زار؛ وسمع في مكّة والمدينة من نفر من علمائهما. لقي السخاوي ودرس عليه «أشياء من تصانيفه». تصدّر في موطنه لإقراء القرآن والتدريس. كانت وفاته في عدن آخر ذي القعدة من سنة 903 هـ (آخر أيلول-سبتمبر 1497م).
كان بدر الدين بن الأهدل فاضلا بارعا في عدد من العلوم حسن القراءة للقرآن حسن الضبط لها. كان متصوّفا، وله شعر سهل عليه نفحة دينية وشيء من الضعف في اللغة.